# Rodman Teltull
Rodman Teltull (né le 29 janvier 1994 à Koror) est un athlète des Palaos, spécialiste du 100 m.

## Biographie
Rodman Teltull participe aux Jeux olympiques de 2012 à Londres où il est porte-drapeau pour les Palaos.
Il arrive deuxième lors des Jeux du Pacifique de 2015. Il se qualifie pour les séries des Championnats du monde de Pékin en égalant son record national.